# توزیع کلید کوانتومی
توزیع کلید کوانتومی (QKD) یک روش ارتباط امن است که یک پروتکل رمزنگاری مبتنی بر مکانیک کوانتومی را پیاده سازی می کند. این روش امکان اشتراک گذاری یک کلید تصادفی مخفی را بین دو شخص فراهم می کند، که می توان از آن برای رمزگذاری و رمزگشایی پیامها استفاده کرد. معمولاً این روش به اشتباه رمزنگاری کوانتومی خوانده می شود، زیرا شناخته شده ترین مثال از کاربرد آن است.
از ویژگی‌های منحصر به فرد و مهم توزیع کلید کوانتومی این است که دو کاربر در حال ارتباط می توانند حضور شخص ثالث و تلاش او برای کسب دانش از کلید را تشخیص دهند. این ویژگی از یکی از اصول پایه مکانیک کوانتوم ناشی می شود: به طور کلی اندازه گیری یک سیستم کوانتومی آن را مختل می کند. شخص ثالثی که قصد شنود کلید را داشته باشد باید به طریقی آن را اندازه بگیرد، و به این ترتیب ناسازگاری‌های قابل تشخیص ایجاد می کند. با استفاده از برهم‌نهی کوانتومی و یا درهم‌تنیدگی کوانتومی و انتقال اطلاعات در حالت کوانتومی، می توان یک سیستم ارتباطی ایجاد کرد که توانایی تشخیص استراق سمع را داشته باشد. اگر مقدار استراق سمع از سطح معینی کمتر باشد، می توان کلیدی با امنیت تضمین شده تولید کرد که شخص ثالث نتواند درباره آن اطلاعاتی کسب کند. در غیر این صورت تولید کلیدی امن ممکن نیست و ارتباط قطع می شود.
بر خلاف رمزنگاری کلید عمومی کلاسیک که بر مبنای دشواری محاسباتی توابعی خاص بنا شده و نمی‌تواند اثباتی ریاضی برای سختی وارونه کردن توابع یک طرفه مورد استفاده ارائه کند، امنیت رمزنگاری مبتنی بر توزیع کلید کوانتومی به اصول مکانیک کوانتوم وابسته است. امنیت توزیع کلید کوانتومی با استفاده از نظریه اطلاعات و امنیت رو به جلو (forward secrecy) قابل اثبات است.
نقطه ضعف اصلی توزیع کلید کوانتومی این است که معمولاً به یک کانال ارتباطی اصالت‌سنجی شده‌ی کلاسیک نیاز دارد. در رمزنگاری مدرن، داشتن چنین کانالی به این معنی است که از قبل یک کلید متقارن با طول کافی یا کلید عمومی با سطح امنیت قابل قبول تبادل شده است. با چنین شرایطی بدون توزیع کلید کوانتومی و با استفاده روش‌هایی مانند گالوییس/مد شمارنده از استاندارد رمزنگاری پیشرفته می توان ارتباطی اصالت‌سنجی شده و امن داشت. توزیع کلید کوانتومی کار یک رمز دنباله‌ای با هزینه ای چند برابر آن را انجام می دهد. بروس اشنایر، متخصص امنیت مشهور گفته است که توزیع کلید کوانتومی "بی مصرف و گران" است.
توزیع کلید کوانتومی تنها برای تولید و توزیع کلید استفاده می شود، نه برای ارسال پیام یا داده. این کلید می تواند در یک الگوریتم رمزگذاری دلخواه برای رمزگذاری یا رمزگشایی پیام استفاده شود، که در ادامه این پیام در یک کانال مخابراطی عادی ارسال می شود. از الگوریتم‌های شناخته شده توزیع کلید کوانتومی پد یک‌بار مصرف است. امنیت این الگوریتم در صورت استفاده از یک کلید تصادفی امن قابل اثبات است. این الگوریتم در عمل معمولاً در کنار الگوریتم‌های کلید متقارن مانند الگوریتم استاندارد رمزنگاری پیشرفته استفاده می شود.

## تبادل کلید کوانتومی
ارتباط کوانتومی شامل انتقال اطلاعات در قالب حالت‌های کوانتومی یا کیوبیت می شود، بر خلاف ارتباط کلاسیک که در آن اطلاعات با استفاده از بیتها منتقل می شود. معمولاً از فوتونها برای این وضعیت‌های کوانتومی استفاده می شود. توزیع کلید کوانتومی از بعضی ویژگی‌های وضعیت کوانتومی برای تضمین امنیت آن بهره می برد. روش‌های متعددی برای توزیع کلید کوانتومی وجود دارد، ولی می توان آن‌ها را با توجه به ویژگی مورد استفاده در دو دسته قرار داد.
پروتکل‌های آماده سازی و اندازه گیریبر خلاف فیزیک کلاسیک، عمل اندازه گیری بخشی حیاتی از مکانیک کوانتوم است. در حالت کلی اندازه گیری یک وضعیت کوانتومی ناشناخته به گونه ای آن را تغییر می دهد. این امر از نتایج نامعلومی کوانتومی (quantum indeterminacy) است و می تواند برای تشخیص استراق سمع که الزاماً شامل نوعی اندازه گیری است و همچنین تشخیص مقدار اطلاعات استراق شده استفاده شود.
پروتکل‌های مبتنی بر درهم‌تنیدگیوضعیت کوانتومی دو یا چند موجودیت ممکن است به گونه ای با هم مرتبط شوند که وضعیت آن‌ها باید با یک وضعیت کوانتومی ترکیبی، و نه وضعیت‌های جدا توضیف شود. چنین وضعیتی درهمتنیدگی نام دارد و به معنی آن است که اندازه گیری یک موجودیت بر دیگری تاثیر می گذارد. اگر یک جفت موجودیت درهم تنیده بین دو شخص تبادل شوند، در صورت استراق هر کدام از آن‌ها کل سیستم تاثیر می پذیرد و به این ترتیب وجود شخص ثالث و مقدار اطلاعات استراق شده قابل تشخیص است.
این دو روش در ادامه به سه دسته تقسیم می شوند: متغیر گسسته، پیوسته و رمزگذاری توزیع شده ارجاع فاز. پروتکل‌های گسسته زودتر اختراع شدند، و در بین پروتکل‌ها گسترده تر از بقیه استفاده می شوند. هدف دو روش دیگر رفع محدودیت‌های عملیاتی در آزمایشات است. دو پروتکلی که در ادامه توصیف می شوند از رمزگذاری گسسته استفاده می کنند.

### پروتکل BB84: چارلز اچ. بنت و گیلز براسارد (1984)
این پروتکل که بر اساس نام مخترعان و سال انتشارش BB84 نامیده شده، در ابتدا با حالات فوتون پولاریزه اطلاعات را منتقل می‌کرد. اما هر جفتی از حالت‌های مذدوج می‌توانند برای این پروتوکل استفاده شوند و تعداد زیادی از پیاده سازی‌های مبتنی بر فیبر نوری که به عنوان BB84 توصیف می‌شوند از حالات ذخیره شده در فاز بهره می‌برند. فرستنده (که معمولاً به او نام آلیس داده می‌شود) و گیرنده (باب) توسط یک کانال کوانتومی با یکدیگر ارتباط دارند که امکان تبادل حالات کوانتومی را فراهم می‌کند. در صورت استفاده از فوتون‌ها این کانال معمولاً فیبر نوری یا خلاء است. علاوه بر این، آن‌ها از طریق اینترنت یا رادیو یک ارتباط عمومی کلاسیک نیز دارند. پروتکل با این فرض طراحی شده که یک شنودگر (معمولاً با نام ایو) می‌تواند به روش‌های مختلف در کانال کوانتومی اختلال ایجاد کند، اما کانال کلاسیک نیاز به اصالت‌سنجی دارد.
امنیت این پروتکل از ذخیره‌ی اطلاعات در حالات نامتعامد ناشی می‌شود. نامعلومی کوانتومی به این معناست که این حالات نمی‌توانند بدون ایجاد اختلال در حالت اصلی اندازه‌گیری شوند (نظریه‌ی کپی ناپذیری را ببینید). پروتکل BB84 از دو جفت حالت استفاده می‌کند که هر جفت نسبت به دیگری متعامد است و دو حالت درون هر جفت نسبت به هم متعامد هستند. جفتی از حالات متعامد پایه نام دارد. جفت حالات پولاریزه‌ی مورد استفاده معمولاً پایه‌ی مستطیلی عمودی (0°) و افقی (90°)، پایه‌ی قطری 45° و 135° یا پایه‌ی دایره‌ای سمت چپ-راست است. هر جفت از این پایه‌ها نسبت به هم مذدوج هستند، لذا هر دوتا از آن‌ها می‌توانند در پروتکل استفاده شوند. در زیر پایه‌های مستطیلی و قطری استفاده شده‌اند.
| پایه | 0 | 1 |
| ---- | - | - |
|      |   |   |
|      |   |   |

اولین مرحله در BB84 ارتباط کوانتومی است. آلیس یک بیت تصادفی (0 یا 1) انتخاب می‌کند و سپس یکی از دو پایه‌ی خود را (در این مثال مستطیلی یا قطری) برای انتقال آن برمی‌گزیند. او سپس یک حالت پولاریزاسیون فوتون را با توجه به مقدار بیت و پایه مطابق جدول کناری انتخاب می‌کند. برای مثال 0 در پایه‌ی مستطیلی (+) به عنوان یک حالت عمودی ذخیره می‌شود، و 1 در پایه‌ی قطری (x) به حالت 135° در می‌آید. سپس آلیس یک فوتون را در این حالت با استفاده از کانال کوانتومی به باب ارسال می‌کند. این فرایند از مرحله‌ی انتخاب بیت رندوم تکرار می‌شود و آلیس حالت، پایه و زمان ارسال هر فوتون را ثبت می‌کند.
طبق مکانیک کوانتومی (مخصوصا نامعلومی کوانتومی)، هیچ اندازه‌گیری ممکنی نمی‌تواند بین چهار حالت پولاریزاسیون تمایز را تشخیص دهد زیرا همه‌ی آن‌ها متعامد نیستند. تنها اندازه‌گیری ممکن بین دو حالت متعامد (پایه‌ای متعامد) است. بنابراین به طور مثال اندازه‌گیری در پایه‌ی مستطیلی نتیجه‌ی عمودی یا افقی درپی خواهد داشت. اگر فوتون در حالت افقی یا عمودی (یک حالت ویژهی کوانتومی) آماده شده باشد این اندازه‌گیری حالت درست را تشخیص می‌دهد، اما اگر فوتون در حالت 45° یا 135° آماده شده باشد اندازه‌گیری در پایه‌ی مستطیلی به طور تصادفی نتیجه‌ی افقی یا عمودی خواهد داشت. همچنین بعد از این اندازه‌گیری، پولاریزاسیون فوتون در حالتی که اندازه‌گیری شده خواهد بود (افقی یا عمودی) و تمامی اطلاعات درباره‌ی پولاریزاسیون اولیه‌ی آن از دست خواهد رفت.
از آنجایی که باب پایه‌ای که فوتون‌ها در آن ذخیره شده‌اند را نمی‌داند، تنها می‌تواند یک پایه را  تصادف انتخاب کرده و در آن اندازه‌گیری کند. او این کار را برای هر فوتونی که دریافت کند انجام می‌دهد و در عین حال زمان، پایه‌ی اندازه‌گیری و حالت اندازه‌گیری شده را ثبت می‌کند. پس از آن که باب همه‌ی فوتون‌ها را دریافت کرد با آلیس در کانال عمومی کلاسیک ارتباط برقرار می‌کند. آلیس پایه‌ی فوتون‌هایی که ارسال کرده را برای باب می‌فرستد و باب نیز پایه‌هایی که در آن‌ها اندازه‌گیری انجام داده را برای آلیس ارسال می‌کند. هردوی آن‌ها اندازه‌گیری (بیت) هایی را که باب در پایه‌ی نادرست اندازه‌گیری کرده دور می‌ریزند که به طور میانگین نصف بیت‌ها خواهد بود و  از نصف باقی مانده‌ی بیت‌ها به عنوان کلید اشتراکی استفاده می‌کنند.
| بیت تصادفی آلیس                    | 0 | 1 | 1 | 0 | 1 | 0 | 0 | 1 |
| پایه‌ی تصادفی آلیس                  |   |   |   |   |   |   |   |   |
| پولاریزاسیون فوتون ارسال شده‌ی آلیس |   |   |   |   |   |   |   |   |
| پایه‌ی تصادفی باب                   |   |   |   |   |   |   |   |   |
| پولاریزاسیون اندازه‌گیری شده‌ی باب   |   |   |   |   |   |   |   |   |
| ارتباط عمومی درباره‌ی پایه          |   |   |   |   |   |   |   |   |
| کلید اشتراکی مخفی                  | 0 |   | 1 |   |   | 0 |   | 1 |

برای بررسی وجود یک شنودگر، آلیس و باب زیرمجموعه‌ی از پیش تعیین شده‌ای از بیت‌های باقی مانده را با هم مقایسه می‌کنند. اگر شخص ثالثی (معمولاً با نام ایو) به اطلاعات پولاریزاسیون فوتون‌ها دست یافته باشد، این موضوع باعث ایجاد خطا در اندازه‌گیری‌های باب می‌شود. سایر شرایط محیطی به شکل مشابهی می‌توانند باعث ایجاد خطا شوند. اگر بیشتر از {\displaystyle p} بیت متفاوت باشد، کلید دور ریخته شده و آن‌ها دوباره تلاش می‌کنند. ارتباط جدید ممکن است با کانال کوانتومی جدیدی برقرار شود، زیرا امنیت کلید قابل تضمین نیست. {\displaystyle p} به گونه‌ای انتخاب می‌شود که اگر بیت‌های شناخته شده توسط ایو از آن کمتر باشد، بتوان با تشدید حریم خصوصی و کاهش طول کلید دانش ایو از آن را نیز به مقدار دلخواه کاهش داد.

### پروتکل E91: آرتور اکرت (1991)
طرح آرتور اکرت از جفت‌های درهم‌تنیده‌ی فوتون‌ها استفاده می‌کند. این فوتون‌ها می‌توانند توسط آلیس، باب، منبعی مستقل از این دو یا حتی آلیس تولید شوند. فوتون‌ها به گونه‌ای توزیع می‌شوند که آلیس و باب هر کدام یک فوتون از هر جفت را دریافت کنند.
این طرح بر اساس دو ویژگی درهم‌تنیدگی بنا شده است. اولین ویژگی آن است که حالات درهم‌تنیده کاملاً به یکدیگر مرتبط هستند به نحوی که اگر باب و آلیس پولاریزاسیون فوتون‌هایشان را اندازه‌گیری کنند، با قطعیت کامل همواره نتیجه‌ی مشابه یکدیگر خواهند یافت. این برای هر جفت دیگری از فوتون‌های تولید شده در پولاریزاسیون‌های متعامد برقرار است. در نتیجه لازم است این دو شخص مستقل از فاصله‌ی بینشان درک مشابهی از جهت داشته باشند. با این حال نتایج خاص به طور کامل تصادفی هستند؛ برای آلیس پیشبینی پولاریزاسیونی که خود (یا باب) قرار است اندازه‌گیری کند (افقی یا عمودی) غیر ممکن است. ویژگی دوم این است که هر گونه استراق سمع توسط ایو ارتباط بین دو فوتون را به شکل محسوسی برای باب و آلیس تغییر می‌دهد.
مشابه BB84، این پروتکل شامل یک پروتکل اندازه‌گیری خصوصی قبل از تشخیص حضور ایو می‌شود. در مرحله‌ی اندازه‌گیری آلیس هر فوتون را در یکی از پایه‌های {\displaystyle Z_{0},Z_{\frac {\pi }{8}},Z_{\frac {\pi }{4}}} و باب در یکی از پایه‌های {\displaystyle Z_{0},Z_{\frac {\pi }{8}},Z_{-{\frac {\pi }{8}}}} می‌سنجند، که در آن‌ها {\displaystyle Z_{\theta }} دوران یافته‌ی پایه‌ی {\displaystyle \{|{\uparrow }\rangle ,\;|{\rightarrow }\rangle \}} به اندازه‌ی {\displaystyle \theta } است. آلیس و باب پایه‌های انتخاب شده‌ی خود را تا قبل از پایان اندازه‌گیری‌ها مخفی نگه می‌دارند. دو گروه فوتون تشکیل می‌شوند: گروه اول شامل فوتون‌هایی می‌شود که توسط باب و آلیس در پایه‌ی مشابهی اندازه‌گیری شدند و سایر فوتون‌ها در گروه دوم قرار می‌گیرند. برای تشخیص استراق سمع، باب و آلیس می‌توانند آماره‌ی {\displaystyle S} را با استفاده از ضریب همبستگی بین پایه‌هایشان مشابه آزمایش بل محاسبه کنند. نتیجه برای فوتون‌هایی که حداکثر درهم‌تنیدگی را دارند {\displaystyle |S|=2{\sqrt {2}}} خواهد شد. اگر چنین نباشد، آلیس و باب می‌توانند نتیجه بگیرند که ایو با وارد کردن واقع‌گرایی محلی به سیستم سبب نقض قضیه بل شده است. اگر پروتکل موفقیت‌آمیز باشد، می‌توان از گروه اول برای تولید کلیدها استفاده کرد.

## هک کوانتومی
حمله‌های امنیتی نقاط ضعف در عملکرد پروتکل توزیع کلید کوانتومی یا نقص‌های اجزای فیزیکی سازنده‌ی آن را هدف قرار می‌دهند. اگر امکان دستکاری تجهیزات استفاده شده در توزیع کلید کوانتومی وجود داشته باشد، این سیستم می‌تواند با حمله‌ی مولد عدد تصادفی وادار به تولید کلیدهای غیر امن شود. نوع دیگری از حمله‌های متداول حمله‌ی اسب تروآ است که نیازمند دسترسی فیزیکی به ورودی ها نیست: به جای تلاش برای خواندن فوتون های آلیس و باب، ایو پالس های بزرگی از نور را در زمان بین ارسال فوتون‌ها به آلیس ارسال می‌کند. دستگاه آلیس بخشی از نور ایو را بازتاب می‌دهد و اینگونه پایه‌ی او آشکار می‌شود. اما این حمله می‌تواند با استفاده از یک یابنده‌ی کلاسیک که سیگنال‌های نامعتبر را تشخیص می‌دهد خنثی شود. همچنین گمان بر آن است که بیشتر حمله‌ها را می‌توان با تغییر روش پیاده‌سازی خنثی کرد، البته اثبات رسمی تاکنون ارائه نشده است.
حمله‌های دیگری از قبیل حمله‌ی حالت جعلی، تغییر فاز، و حمله‌ی شیفت زمانی شناخته شده هستند. حمله‌ی شیفت زمانی بر روی یک سیستم رمزنگاری کوانتومی تجاری نیز آزمایش شده است. این اولین نمایش هک کوانتومی بر روی یک سیستم توزیع کلید کوانتومی غیرخانگی است. پس از آن حمله‌ی تغییر فاز نیز بر روی سیستم توزیع کلیدی که توسط پروژه‌ی هک کوانتومی شرکت سوییسی Id Quantique به منظور تحقیق ساخته شده نمایش داده شد. آین یکی از اولین حمله‌های جلوگیری و باز-ارسال است که بر روی یک پیاده‌سازی متداول QKD در سیستم های QKD تجاری انجام می‌شود. این واقعه بازتاب خبری قابل توجهی داشته است.
اولین حمله‌ای که ادعای شنود کامل کلید بدون برجا گذاشن رد را مطرح کرد در سال 2010 اتفاق افتاد. در عمل نشان داده شد که یابنده های تک-فوتون موجود در دو دستگاه تجاری را می‌شد از راه دور با ارسال اشعه های خاص پرنور کنترل کرد. در دنباله‌ای از مقالات پس از آن، همکاری بین دانشگاه علم و فناوری نروژ و موسسه‌ی علم نور مکس پلانک در آلمان روش‌های متعددی برای شنود سیستم های QKD تجاری را آشکار کرد که از نقاط ضعف موجود در دیود نوری بهمنی بهره می‌بردند. این موضوع باعث رشد تحقیقات بر روی روش های جدید به منظور تامین امنیت شبکه‌های ارتباطی شده است.

## توزیع کلید کوانتومی غیرواقعی
با استفاده از پروتکل ارائه شده توسط Tae-Gon Noh می‌توان یک کلید امن را بدون عبور ذرات حامل اطلاعات سرّی از کانال کوانتومی توزیع کرد. به این شکل که آلیس یک فوتون ایجاد می‌کند که تا قبل از اندازه‌گیری در اَبَرحالتی از مسیر الف و ب قرار دارد. مسیر الف در داخل دستگاه امن آلیس قرار دارد و مسیر ب به باب می‌رود. با نپذیرفتن فوتون‌هایی که باب دریافت می‌کند و تنها پذیرفتن آن‌هایی که دریافت نمی‌کند، باب و آلیس می‌توانند یک کانال امن ایجاد کنند. تلاش ایو برای خواندن فوتون‌های غیرواقعی قابل تشخیص خواهد بود. این پروتکل از یک پدیده‌ی کوانتومی بهره می‌برد که در آن صرف وجود احتمال ارسال یک فوتون در سیستم تاثیرگذار است حتی وقتی ارسال نشده است. اندازه‌گیری بدون اثر نیز از همین پدیده‌ی کوانتومی استفاده می‌کند، به طور مثال در مسئله‌ی تست بمب که می‌توان در آن بمب‌های قابل انفجار را بدون منفجر کردن از بمب‌های بی‌خطر تشخیص داد. بجز در حالت غیرواقعی.

## تاریخچه
رمزنگاری کوانتومی نخستین بار توسط استفن ویزنر که استاد دانشگاه کلمبیا در نیویورک بود پیشنهاد شد که در اوایل دهه‌ی 1970 ایده‌ی رمزگذاری کوانتومی مذدوج را معرفی کرد. مقاله‌ی اولیه‌ی او با عنوان "رمزگذاری مذدوج" توسط IEEE Information Theory رد شد اما در سال 1983 در (SIGACT News (15:1 pp. 78–88, 1983 به چاپ رسید. در این مقاله او روش ذخیره یا ارسال دو پیام در قالب یک جفت مذدوج قابل اندازه‌گیری مانند پولاریزاسیون خطی یا دایره‌ای نور را شرح داد، به گونه‌ای که هر کدام و نه هردو به طور همزمان بتوانند دریافت و رمزگشایی شوند. به منظور شرح ایده‌اش او طرحی برای سندهای بانکی غیرقابل جعل ارائه کرد. پس از یک دهه، چارلز اچ.   بنت از مرکز تحقیقاتی توماس جی. واتسون متعلق به IBM و گیلز بلاسارد از دانشکاه مونترآل روشی برای ارتباط امن بر اساس فرضیه‌ی "جفت مذدوج قابل اندازه‌گیری" ویزنر ارائه کردند. در 1990، آرتور اکرت که در آن زمان دانشجوی دکترا در کالج وولفسُن دانشگاه آکسفورد بود روشی متفاوت برای توزیع کلید کوانتومی مبتنی بر درهم‌تنیدگی کوانتومی طراحی کرد.

## آینده
سیستم‌های تجاری فعلی اکثراً برای دولت‌ها و شرکت‌هایی با نیازمندی‌های امنیتی سطح بالا طراحی شده‌اند. در چنین مواقعی که روش‌های کلاسیک توزیع کلید تضمین مورد نظر را فراهم نمی‌کند، از توزیع کلید با استفاده از قاصد استفاده می‌شود. از مزیت های این روش نداشتن محدودیت فاصله‌ای ذاتی است، و با وجود زمان های انتقال طولانی نرخ انتقال می‌تواند به دلیل وجود حافظه‌های قابل حمل با ظرفیت بالا افزایش یابد. تمایز اصلی توزیع کلید کوانتومی در توانایی تشخیص دستبرد در کلید آن است، در حالی که در صورت استفاده از قاصد امنیت کلید نمی‌تواند اثبات یا آزموده شود. مزیت دیگر سیستم های توزیع کلید کوانتومی خودکار بودن آن‌ها است، و در عین حال در مقایسه با یک شبکه‌ی انسانی قاصد قابل اطمینان‌تر هستند و هزینه‌های عملیاتی آن‌ها کمتر است.
پروتکل سه مرحله‌ای کاک به عنوان روشی کاملاً کوانتومی برای ارتباط امن پیشنهاد شده است، بر خلاف توزیع کلید کوانتومی که در آن ارتباط رمزی از الگوریتم های کلاسیک استفاده می‌کند.
عواملی مانند هزینه‌ی بالای تجهیزات و نبودن خطری مشهود در استفاده از پروتکل های تبادل کلید فعلی مانع از استفاده‌ی گسترده از توزیع کلید کوانتومی خارج از کاربرد های امنیتی سطح بالا می‌شود. اما با وجود شبکه‌های فیبر نوری در بسیاری از کشورها، زیرساخت مناسب برای استفاده‌ی بیشتر فراهم است.
یک گروه تعیین استاندارد (ISG) در نهاد استانداردهای مخابراطی اروپا (ETSI) برای رفع مشکلات استاندارد سازی در رمزنگاری کوانتومی تشکیل شده است.

## جستار های وابسته
- لیست پروتکل های توزیع کلید کوانتومی
- رایانش کوانتومی
- رمزنگاری کوانتومی
- علم اطلاعات کوانتومی
- شبکه‌ی کوانتومی